# Райлі Воулкел
Райлі Воулкел (англ. Riley Voelkel; нар. 26 Квітня 1990, Елк-Ґроув, Каліфорнія, США) — канадсько-американська акторка і модель. Здобула популярність за роль да Фреї Майклсон, в спін-офф «Первородні» та ролі Дженни Кемерон в телесеріалі «Розвелл, Нью-Мексико».

## Біографія
Райлі народилася в місті Елк-Гроув, Каліфорнія, але виросла в Канаді. У школі дівчина була сильно зацікавлена в спорті, вона була у складі софтбольної команди 9 років.
Після закінчення школи Райлі планувала вступити до університету, але за місяць до цього, вона почула по радіо, що модельний агент приїхав в місто, і вирішила просто спробувати щастя. Вона переїхала до Лос-Анджелесу, щоб стати моделлю, але незабаром вирішила стати актрисою.

## Кар'єра
Першою роллю Воулкел стає роль клубної дівчини у фільмі «Соціальна мережа». Пізніше Райлі вдається отримає провідну роль у фільмі «Таємне життя селюків». У 2012 — 2014 роках грала роль Дженні Джонсон в телесеріалі «Новини». Але справжню популярність у всьому світі Райлі знаходить зігравши старшу сестру первородної родини — Фрею Майклсон, в успішному спін-оффові популярного телесеріалу каналу CW «Щоденники вампіра» — «Первородні».
У 2015 році зіграла в пілотному епізоді серіалу «Справа честі», який так і не вийшов на екрани. З початку 2019 року знімається у серіалі «Розуелл, Нью-Мексико» де грає роль Дженни Камерон, також повернеться до ролі Фреї Майклсон у серіалі «Спадок».

## Особисте життя
В 2020 розпочала зустрічатися з Майклом Робертсоном з яким в 2022 році одружилась. В квітні 2025 року стало відомо що пара чекає на первістка.

## Фільмографія
| Рік       |    | Українська назва                 | Оригінальна назва            | Роль              |
| --------- | -- | -------------------------------- | ---------------------------- | ----------------- |
| 2010      | ф  | Соціальна мережа                 | The Social Network           | Дівчина з клубу   |
| 2010      | с  | Блиск слави                      | Glory Daze                   | Керолін           |
| 2011      | ф  | Випускний                        | Prom                         | Клер              |
| 2012      | ф  | Захований місяць                 | Hidden Moon                  | Крістіна Брінгтон |
| 2012—2014 | с  | Новини                           | The Newsroom                 | Дженна Джонсон    |
| 2013      | кф | Синтезатори                      | Synthesizers                 | Дівчина з клубу   |
| 2013      | с  | Американська історія жаху: Шабаш | American Horror Story: Coven | Фіона Гуд         |
| 2013      | ф  | Таємне життя мужланів            | The Secret Lives of Dorks    | Керрі Сміт        |
| 2014      | с  | Хор                              | Glee                         | Сем               |
| 2014—2018 | с  | Первородні                       | The Originals                | Фрея Майклсон     |
| 2015      | с  | Справа честі                     | Point of Honor               | Лорелей Саммер    |
| 2016      | тф | Наступ і відступ                 | Advance & Retreat            | Елісон Сінклер    |
| 2016      | ф  | Болтушка                         | Scrambled                    | Крістіна          |
| 2019—2022 | с  | Розвелл, Нью-Мексико             | Roswell, New Mexico          | Дженна Кемерон    |
| 2019—2022 | с  | Спадок                           | Legacies                     | Фрея Майклсон     |
| 2020—2024 | с  | Кайфтаун                         | Hightown                     | Рене Сегна        |
| 2022      | с  | Медики Чикаго                    | Chicago Med                  | Мілена Йовановіч  |